# Federico Ricca
Federico Ricca Rostagnol (ur. 1 grudnia 1994 w Tarariras) – urugwajski piłkarz występujący na pozycji obrońcy w OH Leuven.